# Rue Pierre-Girard
La rue Pierre-Girard est une voie du 19e arrondissement de Paris, en France.

## Situation et accès
La rue Pierre-Girard est une voie publique située dans le 19e arrondissement de Paris. Elle débute au 89, avenue Jean-Jaurès et se termine au 12, rue Tandou.

## Origine du nom
Elle porte le nom de l'ingénieur Pierre-Simon Girard (1765-1836), en raison du voisinage du canal de l'Ourcq dont il a dirigé les travaux de construction. 

## Historique
Cette voie est ouverte par un arrêté du 27 juillet 1869 faisait précédemment partie de la rue Tandou. Elle en est détachée et prend sa dénomination actuelle par un arrêté du 24 juin 1907.

## Liens